# Mean It
Mean It è il singolo di debutto della cantautrice statunitense Gracie Abrams, pubblicato il 24 ottobre 2019.

## Tracce
1. Mean It – 2:51 (Gracie Abrams, Blake Slatkin)